# Relações entre Estados Unidos e Paquistão

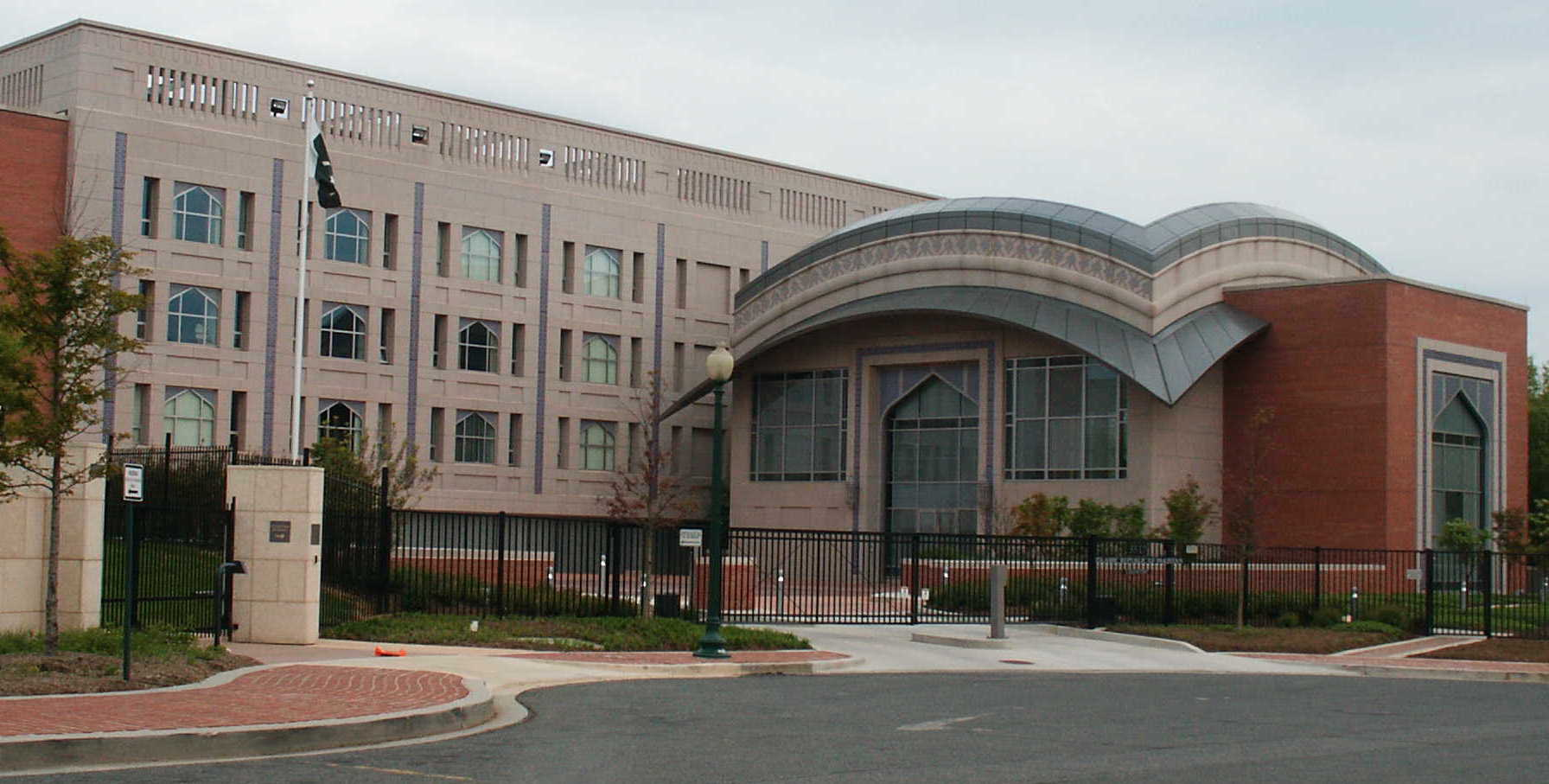
Embaixada do Paquistão em Washington

As relações entre Estados Unidos e Paquistão são as relações diplomáticas estabelecidas entre os Estados Unidos da América e a República Islâmica do Paquistão.
Os dois países têm desfrutado de uma relação estreita desde a independência do Paquistão, em 1947. O Paquistão têm sido um forte defensor da política externa dos Estados Unidos, especialmente durante a "abertura para a China" e após a invasão soviética do Afeganistão, em dezembro de 1979, que destacou o interesse em comum de ambos na paz e estabilidade no Sul da Ásia.
De sua parte, os Estados Unidos têm se esforçado para diminuir as tensões entre o Paquistão e a Índia. Embora as relações entre ambos permaneçam um pouco instáveis, devido à disputas regionais e o programa de armas nucleares do Paquistão, os Estados Unidos forneceram aos paquistaneses ajuda econômica através de empréstimos e perdão da dívida e é um importante fornecedor de equipamentos militares para o Paquistão.
Em 1981, os Estados Unidos e o Paquistão concordaram com a implementação de um programa de assistência econômica e militar de 3,2 bilhões de dólares, destinado a ajudar o Paquistão a lidar com a elevada ameaça à segurança na região e suas necessidades de desenvolvimento econômico.

## História

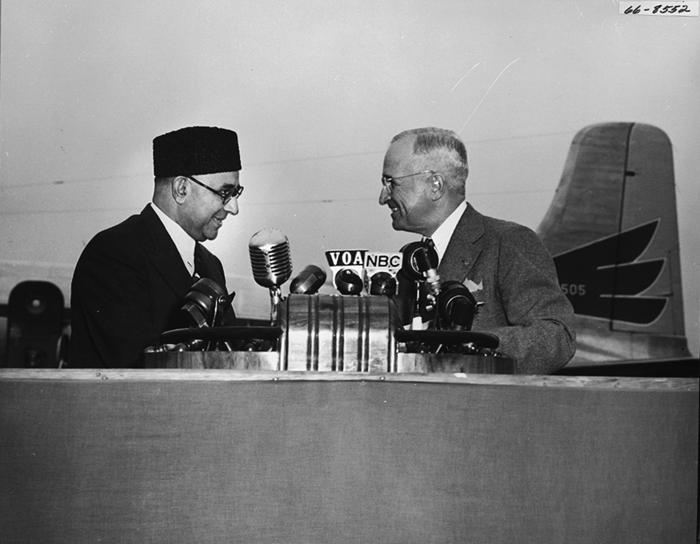
O primeiro ministro do Paquistão, Liaquat Ali Khan, e o presidente dos Estados Unidos, Harry S. Truman, em maio de 1950.

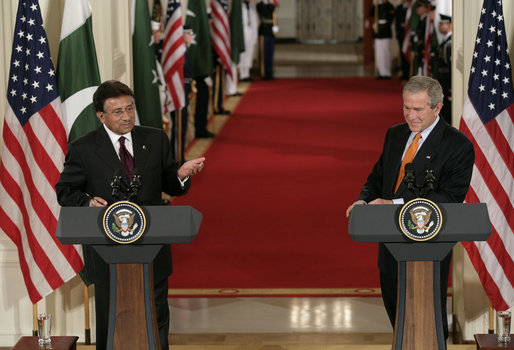
George W. Bush e Pervez Musharraf em entrevista na Casa Branca.

Os Estados Unidos reconheceram o Paquistão como um Estado independente em 15 de agosto de 1947, quando o presidente Harry S. Truman, enviou uma mensagem de congratulações a Muhammad Ali Jinnah, o governador-geral do Domínio do Paquistão, para felicitar o país em sua "emergência entre a família das nações". O território onde atualmente é o Paquistão havia sido, anteriormente, parte da Índia britânica, no período de domínio colonial do Império Britânico sob o Subcontinente indiano.

### Incidentes
Diversos incidentes de violência contra as autoridades do governo dos Estados Unidos e funcionários da embaixada no Paquistão têm marcado as relações bilaterais entre os dois países:
Em novembro de 1979, falsos rumores de que os Estados Unidos haviam participado da apreensão da Grande Mesquita de Meca provocaram um ataque de multidão na embaixada americana em Islamabade, em que a chancelaria foi incendiada, resultando na morte de funcionários americanos e paquistaneses. Em 1989, um ataque contra o Centro Americano em Islamabade resultou em seis paquistaneses mortos, em um fogo cruzado com a polícia.
Em março de 1995, dois funcionários do consulado americano em Carachi foram mortos e um ferido em um ataque contra o ônibus casa-escritório. Em novembro de 1997, quatro empresários americanos foram brutalmente assassinados enquanto estavam dirigindo para o trabalho em Carachi.
Em março de 2002, um terrorista suicida detonou explosivos em uma igreja de Islamabade, matando dois americanos associados com a embaixada e outros três. Houve também ataques sem sucesso por terroristas no consulado-geral em Carachi, em maio de 2002.
Outra bomba foi detonada perto de empresas americanas e estrangeiras em Carachi, em novembro de 2005, matando três pessoas e ferindo outras 15. Em 2 de março de 2006, um suicida detonou um carro cheio de explosivos enquanto um veículo que transportava um oficial americano passava a caminho do consulado em Carachi. O diplomata, seu motorista e três outras pessoas foram mortas na explosão, e 52 pessoas ficaram feridas.
Em setembro de 2008, um caminhão-bomba que explodiu no Hotel Marriott de Islamabade matou três funcionários da embaixada. Em 5 de abril de 2010, terroristas fortemente armados em dois veículos arremessaram bombas e dispararam contra os homens da segurança próximo ao consulado em Pexauar, matando quatro paquistaneses.

## Atualidade

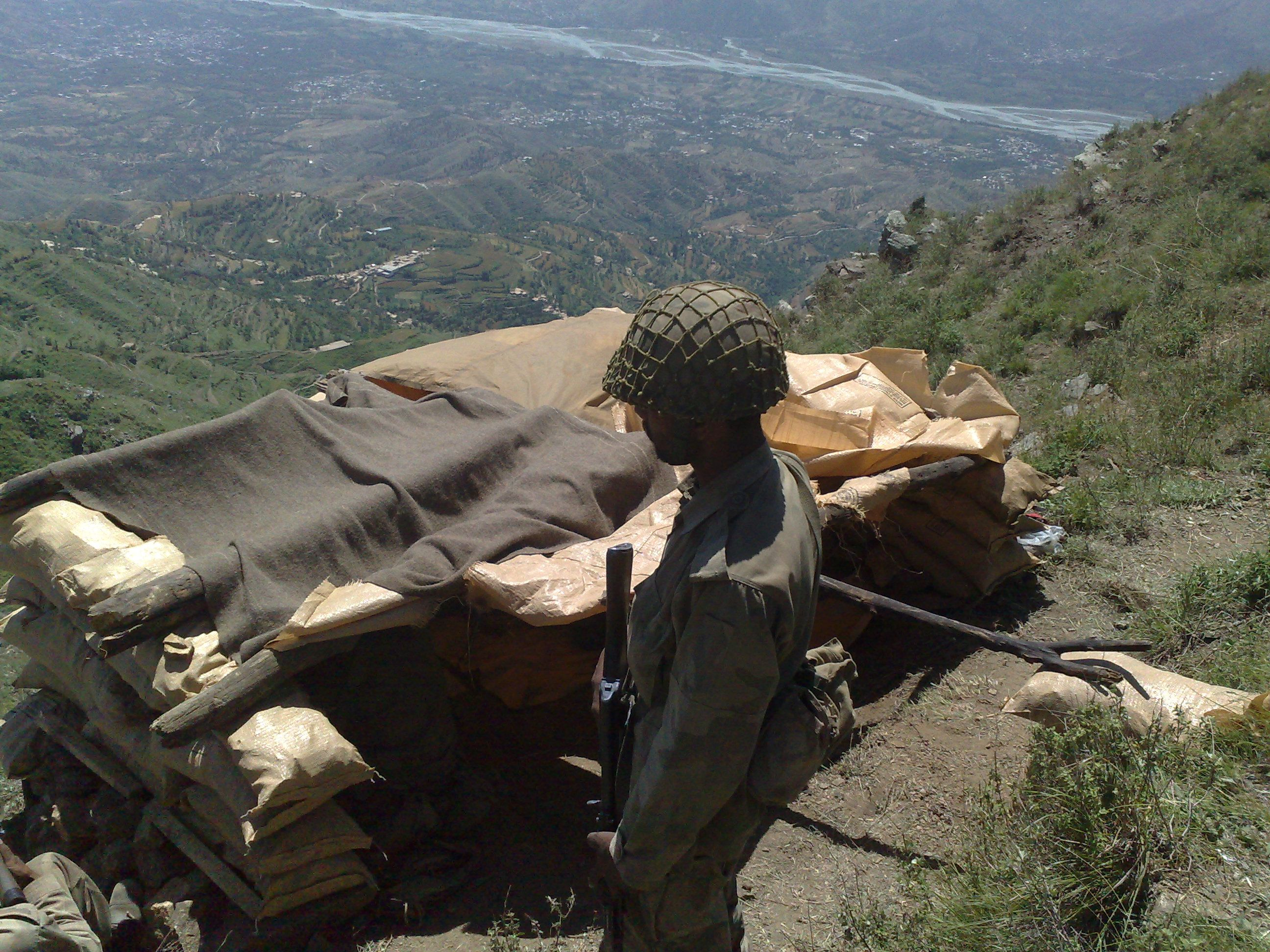
Os militares paquistaneses realizam uma operação em curso contra o Taleban no noroeste do país.

### Relações com o Talibã
Um relatório secreto da Organização do Tratado do Atlântico Norte (OTAN) sobre o relacionamento estreito entre o Governo do Paquistão e o grupo extremista islâmico Talibã foi divulgado no início de 2012. Com base em informações obtidas com insurgentes detidos, o documento expõe as relações entre o grupo extremista e o ISI, o serviço de inteligência do Paquistão. De acordo com um ex-membro da Alcaida, "O Talibã não é o Islã. O Talibã é Islamabade".
A ministra das Relações Exteriores do Paquistão, Hina Rabbani Khar, afirmou que seu país não tem nenhum assunto tratado em segredo com o Afeganistão. Segundo Khar, as informações do documento são "um vinho velho dentro de uma garrafa ainda mais velha".